# Ikast
Ikast es una ciudad danesa situada en el municipio de Ikast-Brande, en Jutlandia Central. Tiene una población estimada, a inicios de 2021, de 15 783 habitantes.
Se encuentra a 5 km al este de Herning, a 26 km al oeste de Silkeborg y a 67 km al oeste de Aarhus.
Ikast y su área circundante forman parte de la región conocida popularmente como Uldjylland (Jutlandia lanera), debido a su importante producción de hilados de lana. Hay cientos de empresas del rubro en el área.

## Historia
El nombre de la localidad aparece en 1340 como Ykost, palabra compuesta de dos vocablos daneses antiguos, Y: tejo, y kost: matorral.[cita requerida]
A finales del siglo XIX el poblado constaba de unas pocas casas alrededor de una pequeña iglesia. 
El detonante de su desarrollo fue la construcción de la carretera y la línea de ferrocarril. Junto a la estación de tren se fundó la nueva localidad de Ikast Stationsby, mientras que la vieja aldea cambió su nombre a Ikast Kirkeby. El rápido crecimiento de la nueva Ikast terminó por fusionar ambas localidades a principios del siglo XX.[cita requerida]
El ferrocarril impulsó considerablemente la producción textil, que se mecanizó y creció desde finales del siglo XIX y aún en la actualidad reporta una importante contribución a la economía. Otras industrias llegadas en el siglo XX fueron la del vestido, los metales y la madera. La población se ha duplicado desde la década de 1960, y se ha multiplicado diez veces desde la década de 1920 hasta principios del siglo XXI. Ikast es de las mayores localidades de Dinamarca que, pese al tamaño de su población y su economía, nunca recibieron el privilegio de ciudad comercial (købstad).
Ikast ha sido un centro administrativo desde 1970, cuando fue capital del municipio homónimo. Este se disolvió en 2007, cuando se fusionó con Brande y Nørre-Snede, formando así el actual municipio de Ikast-Brande.

## Cultura

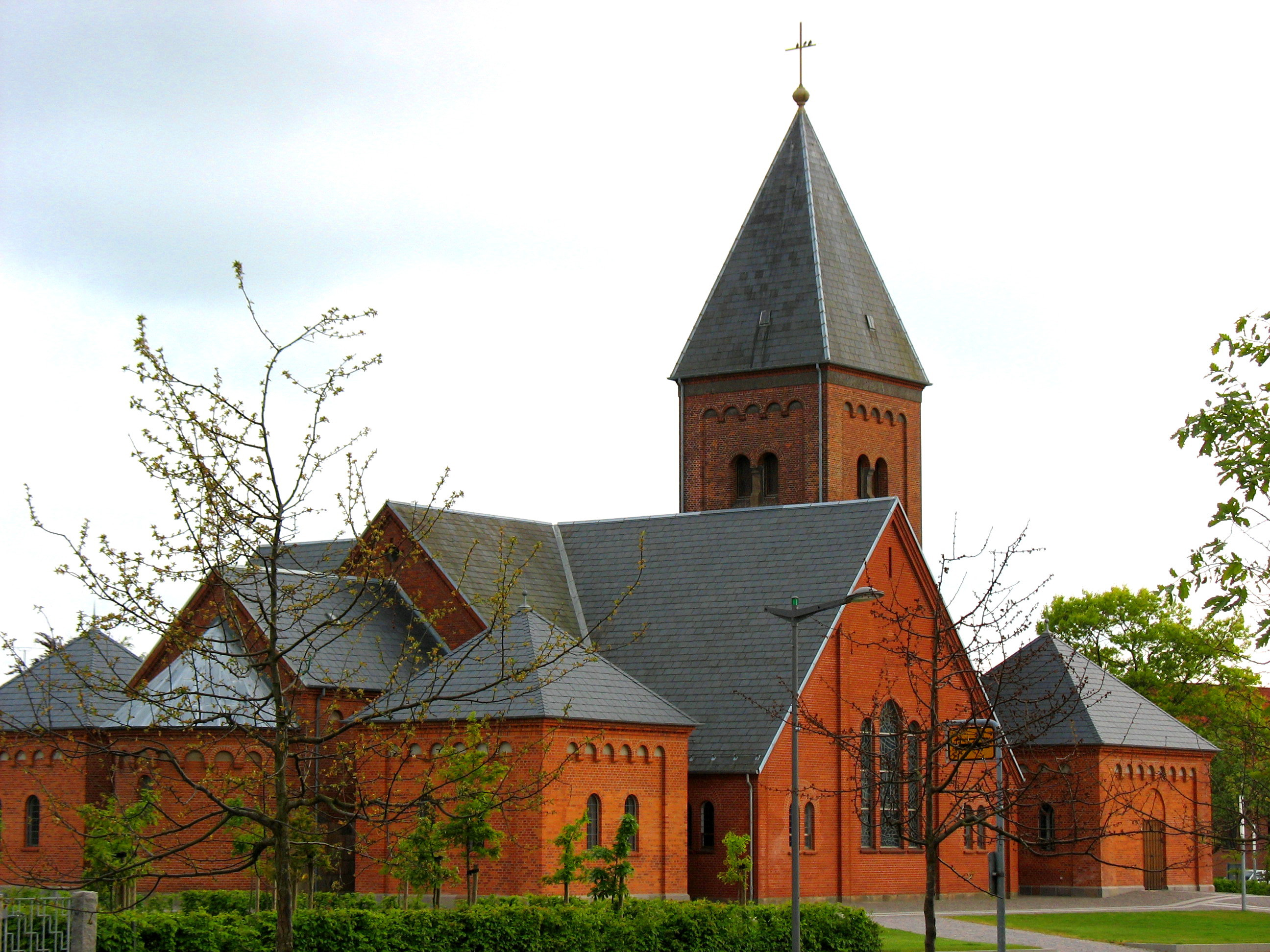
Iglesia de Ikast

Ikast tuvo una pequeña iglesia románica de aproximadamente el siglo XIII. Esta fue demolida en 1904 y sustituida por la actual iglesia de Ikast, de estilo neorrománico. Un segundo templo es la iglesia de Fonnesbæk, concluida en 1994.
En el centro se encuentra una antigua torre de agua, edificada en 1948. Hoy ha perdido su función original y forma parte de un pequeño museo consagrado a la historia del bombeo de agua potable. 
Los antiguos almacenes de carros de ferrocarril de la primera mitad del siglo XX fueron remodelados a principios del siglo XXI y forman parte desde entonces de la galería Kunspakhuset, una galería de arte contemporáneo con exhibiciones de artistas daneses e internacionales.
El Museo del Videojuego (Spilmuseet) es un museo interactivo dedicado a los más de 40 años de historia de los videojuegos, con una enorme colección de títulos.
El club deportivo más exitoso de Ikast es el FCM Håndbold, que ha ganado el campeonato danés de balonmano femenino en 1998 (con el nombre de Ikast FS), 2011 y 2013. El club de fútbol Ikast FS participó en la Superliga danesa en varias ocasiones, pero en 1999 su equipo mayor se fusionó con un equipo de Herning para formar el FC Midtjylland. Este representa oficialmente a ambas localidades, pero su sede se encuentra en Herning. El Ikast FS aún existe, pero como reserva del Midtjylland.